# باذنجان مقلي
[[ملف:Berenjenas con Miel.jpg|تصغير|{{Lang|es|رقائق الباذنجان المقلي بالعسل.]]

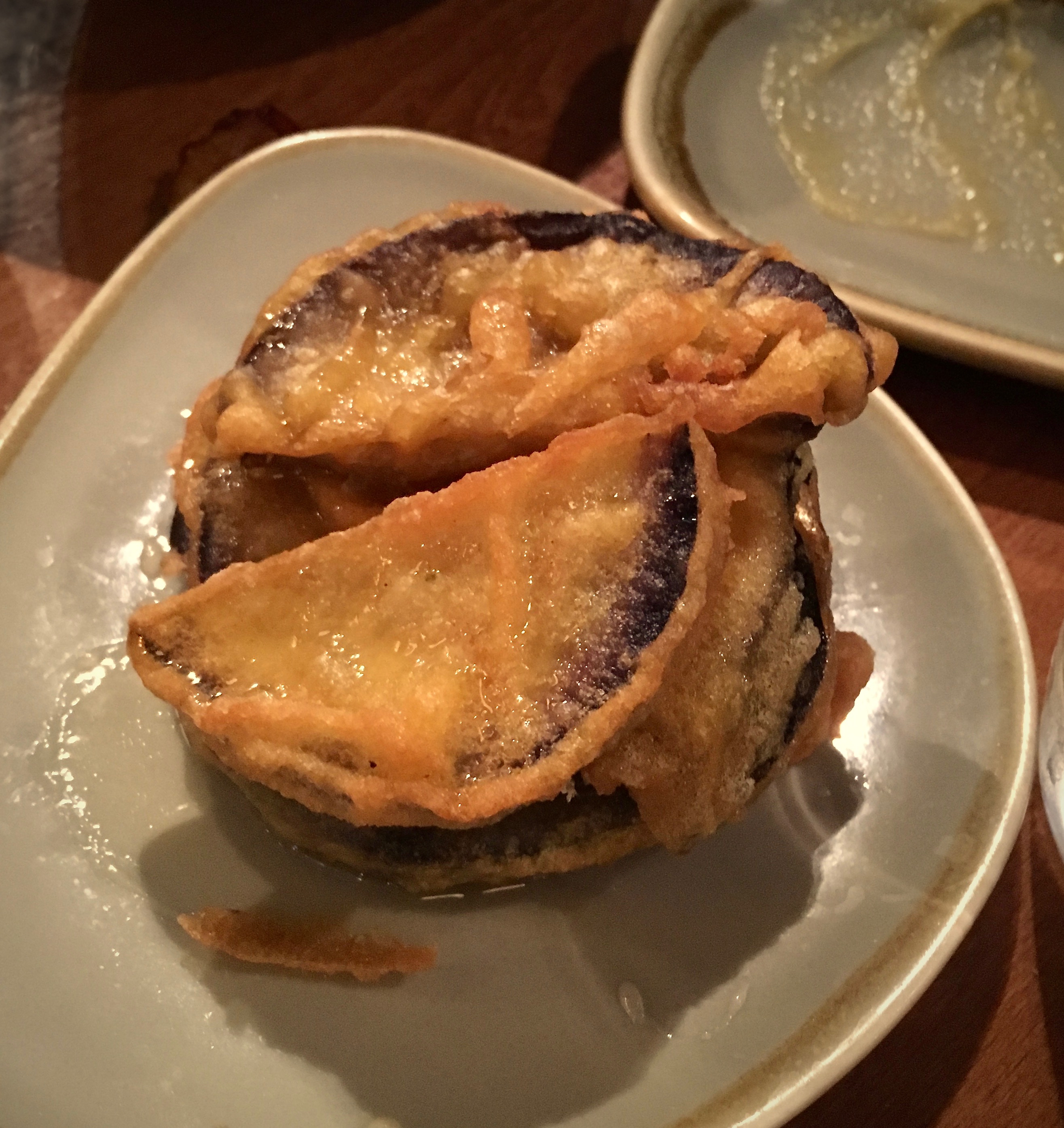
Lang|es|رقائق الباذنجان المقلي بالعسل.

يُعد الباذنجان المقلي من الأطباق المميزة في العديد من المطابخ المختلفة.

## الأصناف الإقليمية

### إسبانيا
في المطبخ الإسباني يُقدم هذا الطبق في شكل تاباس. في محافظة قرطبة، عادةً ما تُعد بالعسل.

### تركيا
الباذنجان المقلي ((بالتركية: Patlıcan kızartma)‏ أو Patlıcan kızartması) هو طبق مشهور في المطبخ التركي. يُعد طبقًا شائعًا للغاية في أشهر الصيف لدرجة أن هذا الموسم كان يُطلق عليه patlıcan kızartma ayları (شهور الباذنجان المقلي) في الدولة العثمانية، حيث تسببت عمليات القلي المتكررة في نشوب حرائق كبيرة تدمر الأحياء بأكملها لوفرة المنازل الخشبية القديمة. عادةً يُتناول الطبق مع الزبادي بالثوم أو صلصة الطماطم. 

### إيطاليا
في جنوب إيطاليا وفي  منطقة كامبانيا، يُقطع الباذنجان إلى قطع صغيرة ثم يقلى. طبق ميلانزانا له طريقتان: واحدة مع الطماطم والأخرى بدونها. وصفة أخرى تحتوي على باذنجان مقلي هي بارميجيانا دي ميلانزاني، المشهورة في جميع المناطق الجنوبية من البلاد.

### الشرق الأوسط
في المطبخ العربي والمطبخ الإسرائيلي، عادة يُقدّم الباذنجان المقلي مع الطحينة.  وفي إسرائيل يُستخدم لصنع صبيح، وهو ساندويتش شهير من الباذنجان المقلي مع البيض المسلوق داخل خبز البيتا.

### جنوب آسيا
يُعرف الباذنجان المقلي في الهند كذلك باسم brinjal phodi أو vangyache kaap باللغة الكونكانية. وتُحضر هذه الوصفة عن طريق قلي شرائح الباذنجان بقليل من الزيت وهي تعد طبقًا تقليديًا في المطبخ الكونكاني والماراثي، وتشبه إلى حد كبير begun bhaja من المطبخ البنغالي.